# Warsaw Challenger 1991
Il Warsaw Challenger 1991 è stato un torneo di tennis facente parte della categoria ATP Challenger Series nell'ambito dell'ATP Challenger Series 1991. Il torneo si è giocato a Varsavia in Polonia dal 22 al 28 luglio 1991 su campi in terra rossa.

## Vincitori

### Singolare
Martin Damm ha battuto in finale  David Rikl con il punteggio di 3–6, 7–5, 6–4

### Doppio
Ģirts Dzelde /  Andres Võsand hanno battuto in finale  Martin Damm /  David Rikl con il punteggio di 6–4, 2–6, 6–3